# 117 Pułk Artylerii Lekkiej

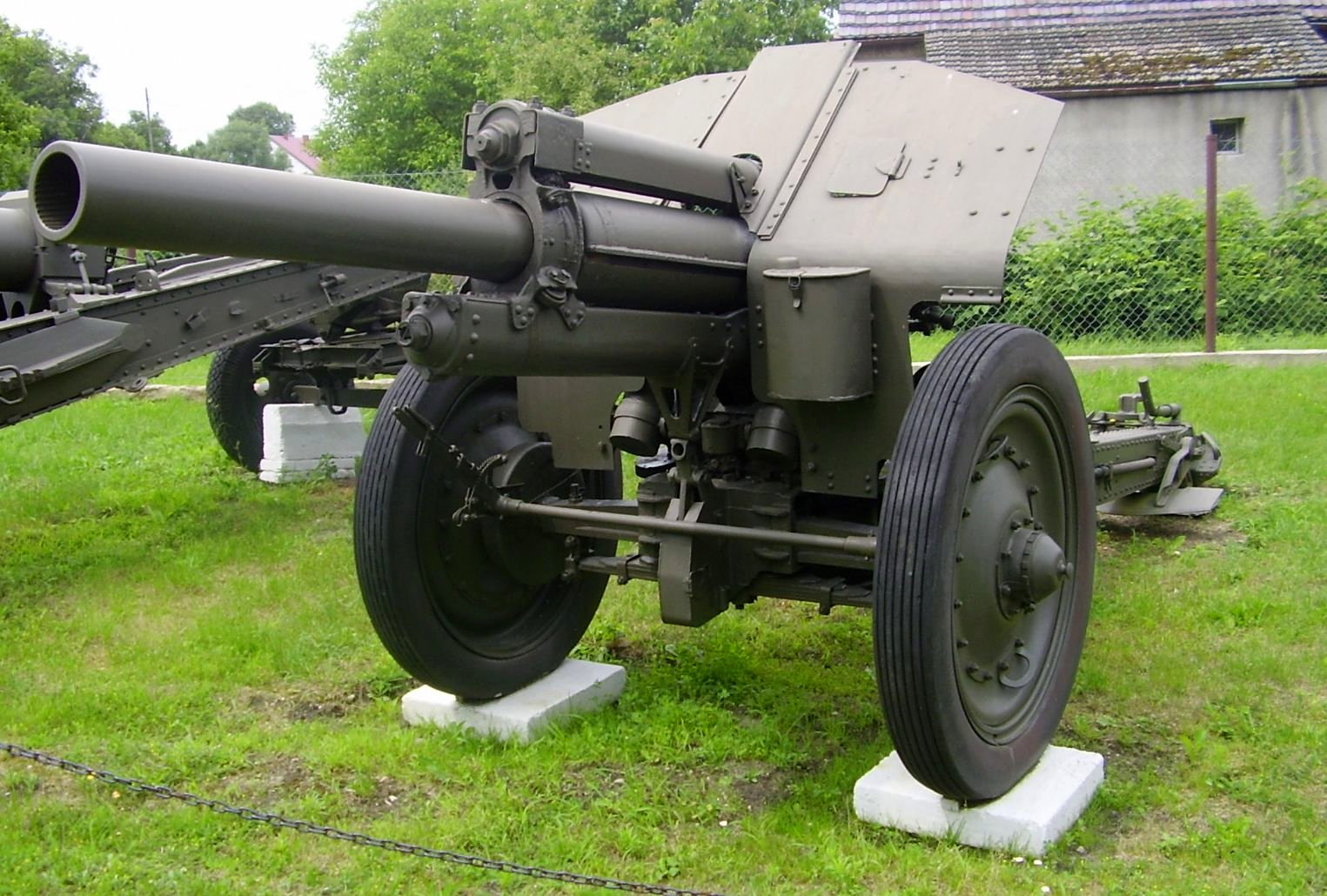
122 mm haubica M-30

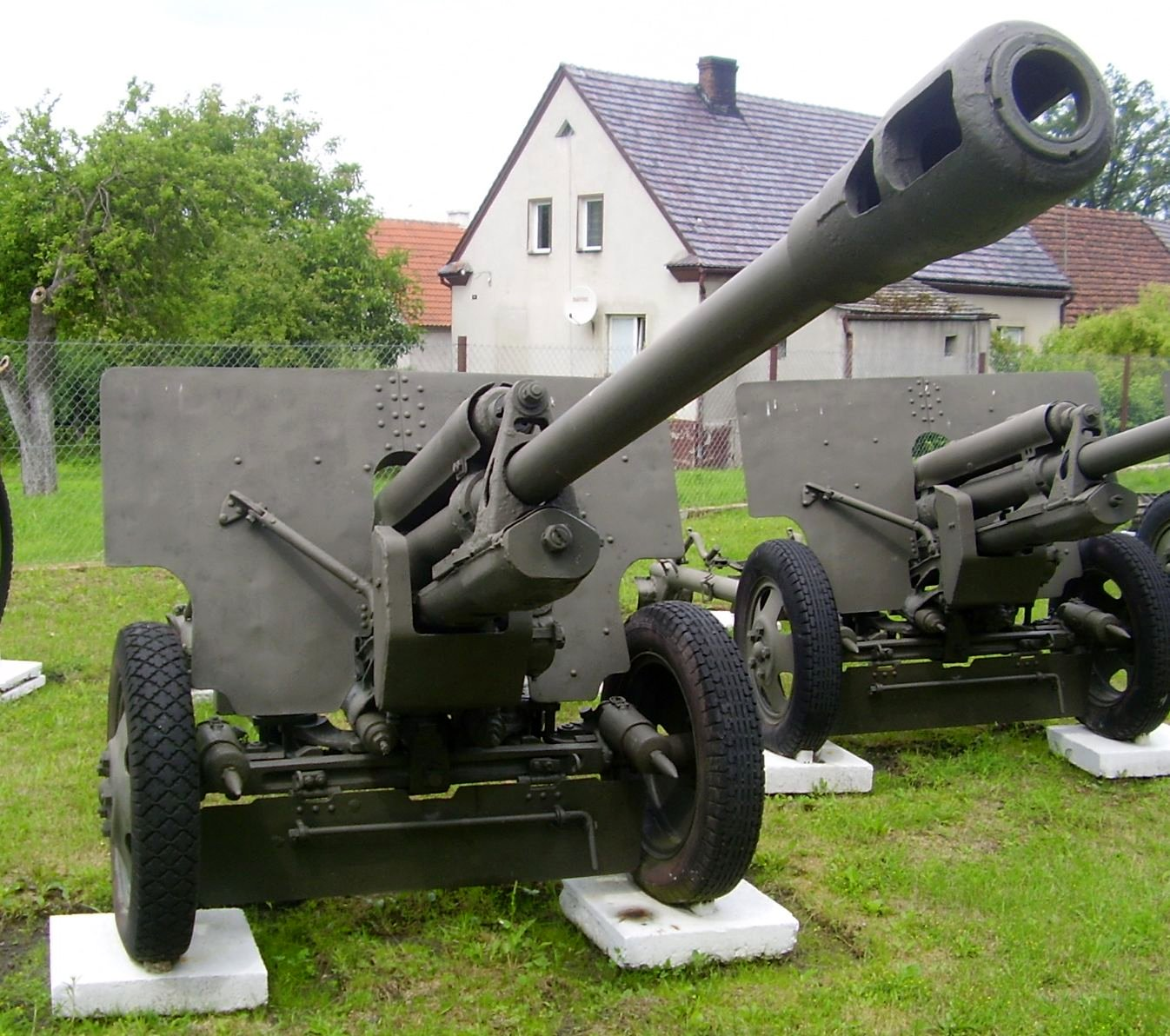
76 mm armata ZiS-3

 117 pułk artylerii lekkiej (117 pal) – oddział artylerii lekkiej Wojska Polskiego.

## Formowanie i zmiany organizacyjne
Pułk został sformowany w 1950 roku, w składzie 21 Dywizji Piechoty. Stacjonował w garnizonie Ostróda.
W 1952 roku jednostka podporządkowana została dowódcy 15 Dywizji Piechoty.
W 1954 roku oddział przedyslokowany został do Biskupca, gdzie powtórnie wszedł w skład 21 DP.
Na podstawie rozkazu Ministra Obrony Narodowej Nr 0025/Org. z dnia 2 marca 1957 roku pułk został rozformowany.

## Skład organizacyjny
Dowództwo pułku
- bateria dowodzenia
  - plutony: topograficzno-rozpoznawczy, łączności
- dywizjon haubic
  - trzy baterie artylerii haubic
- dywizjon armat
  - trzy baterie artylerii armat